# Жамбильський сільський округ (Аккулинський район)
Жамби́льський сільський округ (каз. Жамбыл ауылдық округі, рос. Жамбыльский сельский округ) — адміністративна одиниця у складі Аккулинського району Павлодарської області Казахстану. Адміністративний центр — село Жамбил.
Населення — 1200 осіб (2021; 1492 у 2009, 2084 у 1999, 2874 у 1989).
Станом на 1989 рік існувала Джамбульська сільська рада (села Джамбул, Жанатан, Леніно, Стахан, Широке). Село Широке було ліквідоване 2017 року.

## Склад
До складу округу входять такі населені пункти:
| Населений пункт | Старі назви | Населення, осіб (1989) | Населення, осіб (1999) | Населення, осіб (2009) | Населення, осіб (2021) |
| --------------- | ----------- | ---------------------- | ---------------------- | ---------------------- | ---------------------- |
| Айтей, село     | Леніно      | 726                    | 489                    | 331                    | 253                    |
| Жамбил, село    | Джамбул     | 1177                   | 755                    | 755                    | 691                    |
| Жанатан, село   | -           | 704                    | 550                    | 352                    | 256                    |
| Стахан, село    | -           | 27                     | -                      | -                      | -                      |
| Широке, село    | -           | 240                    | 290                    | 54                     | -                      |